# Pygmodeon mutabile
Pygmodeon mutabile es una especie de escarabajo longicornio del género Pygmodeon, tribu Neoibidionini, subfamilia Cerambycinae. Fue descrita científicamente por Melzer en 1935.
La especie se mantiene activa durante los meses de enero, febrero, marzo y junio.

## Descripción
Mide 6,5-9,5 milímetros de longitud.

## Distribución
Se distribuye por Costa Rica y El Salvador.